# Girtsji
Girtsji, volledig Nieuw Politiek Centrum – Girtsji (Georgisch: ახალი პოლიტიკური ცენტრი – გირჩი, Achali Politikoeri Tsentri – Girtsji), is een libertarische politieke partij in Georgië. Ze werd in 2015 opgericht als afsplitsing van de Verenigde Nationale Beweging en heeft een geringe en vooral jonge aanhang. 
In 2020 splitste Girtsji – Meer Vrijheid van de partij af. Girtjsi positioneerde zich daarna tussen de pro-Europese oppositie en de toenemend anti-liberale regeringspartij Georgische Droom. 

## Geschiedenis
In mei 2015 verlieten vier parlementsleden de Verenigde Nationale Beweging uit onvrede over het gebrek aan vernieuwing in de voormalige regeringspartij. Een half jaar later richtten ze het "Nieuw Politiek Centrum – Girtsji" op. Girtsji betekent dennenappel in het Georgisch, wat het symbool voor de partij werd. De naam staat volgens de oprichters voor vernieuwing en het "eeuwig groene" (frisse).

### Oprichting
Op 16 april 2016 vond in Tbilisi het oprichtingscongres van de partij plaats en werd initiatiefnemer Zoerab Dzjaparidze tot voorzitter gekozen. De partij zette in op deelname aan de parlementsverkiezingen later dat jaar en beloofde de belastingen verlagen, het aantal ambtenaren met tienduizenden te verlagen, marihuana te decriminaliseren. Daarnaast deed de partij een pleidooi voor de participatie van mensen met beperkingen. Girtsji was de eerste afsplitsing van de Verenigde Nationale Beweging, waarna in korte tijd ook Strategie Agmasjenebeli en Europees Georgië volgden.

### Gemiste verkiezingen
Diezelfde zomer ging Girtsji een electorale alliantie aan met Strategie Agmasjenebeli (toen nog Nieuw Georgië geheten), de Nieuwe Rechtsen en Staat voor de Mensen van operazanger Paata Boertsjoeladze, de naamgever van de alliantie. De vier partijen verenigden zich rond economische hervormingen en een pro-Westerse koers.
Girtsji trok zich elf dagen voor de verkiezingen van 2016 terug uit het verbond vanwege ruzie en wantrouwen over de financiën. De kandidaten van Girtsji werden van de gezamenlijke kieslijst afgehaald. De partij kon op deze korte termijn niet meer zelfstandig deelnemen aan de verkiezingen. Het resterende verbond kreeg niet genoeg stemmen voor zetels in het parlement en viel snel uit elkaar.

### Drugs-liberalisering
Girtsji legde zich toe op drugs-liberalisering, dat onder de coalitieregering van Georgische Droom in 2015 de eerste tekenen daartoe vertoonde. In december 2016 kweekte Girtsji op haar partijbureau cannabis om aandacht te vragen voor het repressieve drugsbeleid en om te pleiten voor legalisering van marihuana. De politie viel na tien dagen het partijkantoor binnen en confisceerde de planten.
Een paar maanden later stelde de partij een landelijk referendum voor over decriminalisering van verdovende middelen, dat gelijktijdig met de gemeenteraadsverkiezingen gehouden zou moeten worden. Het voorstel werd door de regering afgewezen. In 2018 had de partij succes bij het Grondwettelijk Hof, dat bepaalde dat het ongrondwettelijk en in strijd met persoonlijke vrijheden was om "administratieve sancties" uit te delen voor het recreatieve gebruik van marihuana. De uitspraak opende de deur voor legalisering van marihuana.

### "Meer vrijheid"

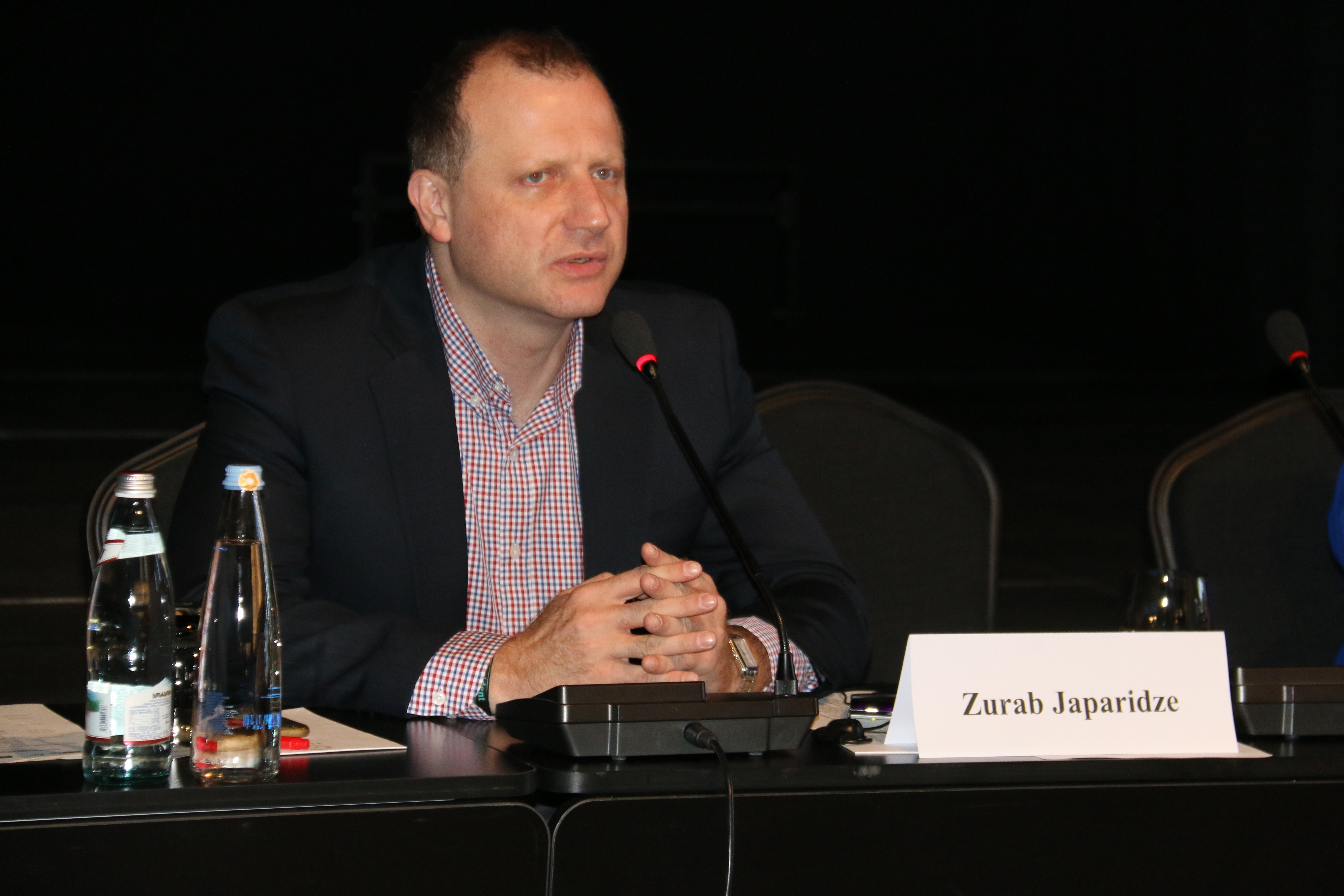
Partijoprichter Zoerab Dzjaparidze, kandidaat in de presidentsverkiezingen van 2018.

Partijoprichter Zoerab Dzjaparidze stelde zich kandidaat voor de presidentsverkiezingen van oktober 2018, waarin hij het thema "meer vrijheid" centraal stelde. Hij wilde een vetorecht invoeren voor alle wetten die de vrijheid inperken, wilde de dienstplicht afschaffen, het defensiebudget in vijf jaar verdubbelen en gratie verlenen aan mensen die gevangen zitten voor drugsdelicten. Daarnaast pleitte hij voor ministeriële verantwoording via maandelijkse sociale media uitzendingen. Dzjaparidze kreeg ruim twee procent van de stemmen en eindigde als zesde van 25 kandidaten. Hij weigerde steun uit te spreken voor een van de twee kandidaten in de tweede ronde.
Om het punt over militaire dienstplicht en de privileges van de Georgisch-Orthodoxe Kerk kracht bij te zetten richtte Girtsji een geloofsgemeenschap op, de "Christelijke, Evangelische, Protestantse Bijbelse Vrijheidskerk van Georgië". Hiermee wilde ze jongeren de kans geven de dienstplicht te ontduiken door priester van het kerkgenootschap te worden. In de Georgische wet werden priesters uitgezonderd van de dienstplicht. De kerk werd geregistreerd en had in het voorjaar van 2019 al 15.000 jongeren uitgezonderd van de dienstplicht. Het noopte de regering tot het vernauwen van deze uitzondering tot priesters van de Georgisch-Orthodoxe kerk met het in 2002 afgesloten Georgische concordaat als leidraad.

### Kiesstelsel en verkiezingen 2020
Girtsji nam deel aan inspanningen van de oppositie onder leiding van de Georgische Arbeiderspartij voor meer evenredigheid in het gemengde kiesstelsel voor de verkiezingen van 2020. Door internationale bemiddeling werd het aantal enkelvoudige kiesdistricten sterk gereduceerd en werd de kiesdrempel voor de evenredige vertegenwoordiging verlaagd van vijf naar een procent. De partij deed ook mee met een initiatief van oppositiepartijen om in de districten een gezamenlijke kandidaat naar voren te schuiven, wat zich uiteindelijk alleen tot de acht districten van hoofdstad Tbilisi beperkte. Zoerab Dzjaparidze was de gezamenlijke kandidaat in het district Didoebe.
De partij keerde zich tegen het voor deze verkiezingen geïntroduceerde vrouwenquotum voor de partijlijsten, dat een aanbeveling was van het OVSE-Bureau voor Democratische Instellingen en Mensenrechten (ODIHR). In de Georgische kieswet werd een quotum vastgelegd van 25 procent, waarbij minimaal elke vierde kandidaat op de lijst een vrouw moest zijn. Hierdoor werd afgedwongen dat voldoende vrouwelijke kandidaten verkiesbaar waren door een hogere plaatsing. Girtsji verloor een zaak die ze hiertegen had aangespannen bij het Grondwettelijk Hof. De partij vond de regel een beperking van partijvrijheid. In 2024 wist ze de regel alsnog afgeschaft te krijgen.
Met hulp van het Amerikaanse National Democratic Institute (NDI) sloten Girtsji, Europees Georgië, Strategie Agmasjenebeli, Verenigde Nationale Beweging en de Democratische Beweging - Verenigd Georgië een drietal akkoorden om hun politieke agenda te stroomlijnen. Ze stemden hierin hervormingen af met betrekking tot de rechtspraak, veiligheidsdiensten, economie, onderwijs en de grootte van de overheid. De partij kreeg 2,9 procent van de stemmen en won er vier zetels mee in het parlement, dankzij de eenmalig verlaagde kiesdrempel. In Tbilisi eindigde de partij als derde grootste. De oppositie inclusief Girtsji betwistte de verkiezingsuitslag, waarna ze een boycot van het parlement afkondigden met de oproep tot nieuwe verkiezingen. Een maandenlange politieke crisis was het gevolg.

### Scheuring
Ruim een maand na de verkiezingen van 2020 stapte oprichter Zoerab Dzjaparidze uit de partij. Directe aanleiding waren opmerkingen op sociale media van voorzitter Iago Chvitsjia, waarin hij kritisch was op de politie vanwege de arrestatie van een verdachte van het downloaden en bekijken van kinderporno. De uitspraken veroorzaakten niet alleen nationale opschudding, maar ook interne verdeeldheid. Daarnaast was er onenigheid over de parlementaire boycot. Lijsttrekker Dzjaparidze wilde dat de hele fractie hun zetel formeel opzegde, maar de andere drie leden wilden daar niet aan en wilden onderhandelingsruimte hebben met de regeringspartij Georgische Droom. Op 26 december 2020 werd de scheuring een feit, toen Dzjaparidze 'Girtsji – Meer Vrijheid' oprichtte en een deel van de partij meenam.

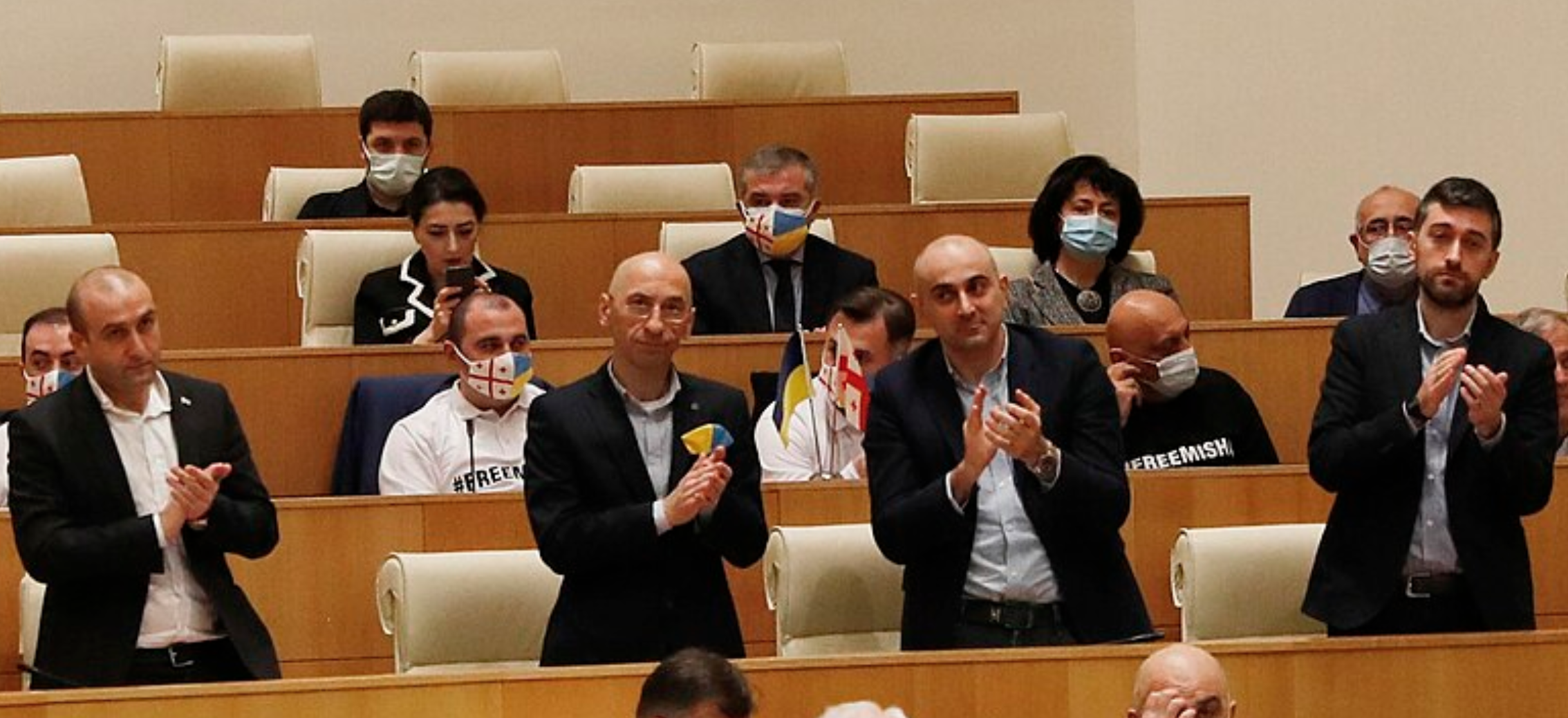
Staand de parlementaire afvaardiging van Girtsji in 2022-2024. Links partijleider Iago Chvitsjia

Op 19 april 2021 stopten de meeste leden van de oppositie met hun boycot, toen door EU-president Charles Michel een akkoord was bemiddeld. Girtsji en Dzjaparidze ondertekenden de overeenkomst en namen zitting in het parlement. Dzjaparidze stapte vervolgens in een gezamenlijke fractie van Strategie Agmasjenebeli, Republikeinse Partij en afgesplitste leden van Europees Georgië en de Verenigde Nationale Beweging. Ze vernoemden de fractie naar Charles Michel, de Groep voor de hervormingen van Charles Michel. Een paar maanden later zegde Dzjaparidze alsnog zijn zetel op en werd de fractie van Girtsji uitgebreid met een vierde lid van de partijlijst.
Na de scheuring zakte Girtsji weg in populariteit onder de kiezers. In de opmaat naar de gemeenteraadsverkiezingen van oktober 2021 werd de partij gepeild op een procent, terwijl Dzjaparidze's Girtsji – Meer Vrijheid op drie procent gepeild werd. Door de ambivalente houding tijdens de parlementaire boycot werd de partij door de rest van de oppositie genegeerd, terwijl Dzjaparidze innig samenwerkte met de pro-Westerse oppositie, binnen en later buiten het parlement. Hij werd daarbij een van de protestgezichten. Girtsji probeerde met de verloting van een Porsche stemmers aan te trekken en een punt te maken dat partijsubsidie vanuit de overheid een verspilling van belastinggeld is. Alleen in het West-Georgische Abasja wist de partij een zetel te winnen in de gemeenteraad.

### Onafhankelijke oppositie
De partij probeerde daarna haar politieke invloed te herwinnen door bij gelegenheid met regeringspartij Georgische Droom samen te werken en deals te sluiten. Fractievoorzitter Chvitsjia werd met steun van Georgische Droom gekozen in de Raad van het Openbaar Ministerie, die onder meer de hoofdofficier van justitie benoemt. Een van de belangrijkste successen van de partij in deze periode was de afschaffing in 2024 van het vrouwenquotum in de kieswet. Ze vond dat het quotum vrouwen reputatieschade gaf en dat hun gebrek aan politieke participatie komt door gebrek aan moed. Georgische Droom steunde dit initiatief van Girtsji na een deal waarbij Girtsji de kandidaat van Georgische Droom voor het voorzitterschap van de centrale kiescommissie zou steunen. Pro-westerse kiezers kregen hierdoor de indruk dat de partij meewerkte aan de anti-Europese stappen van de regering. 

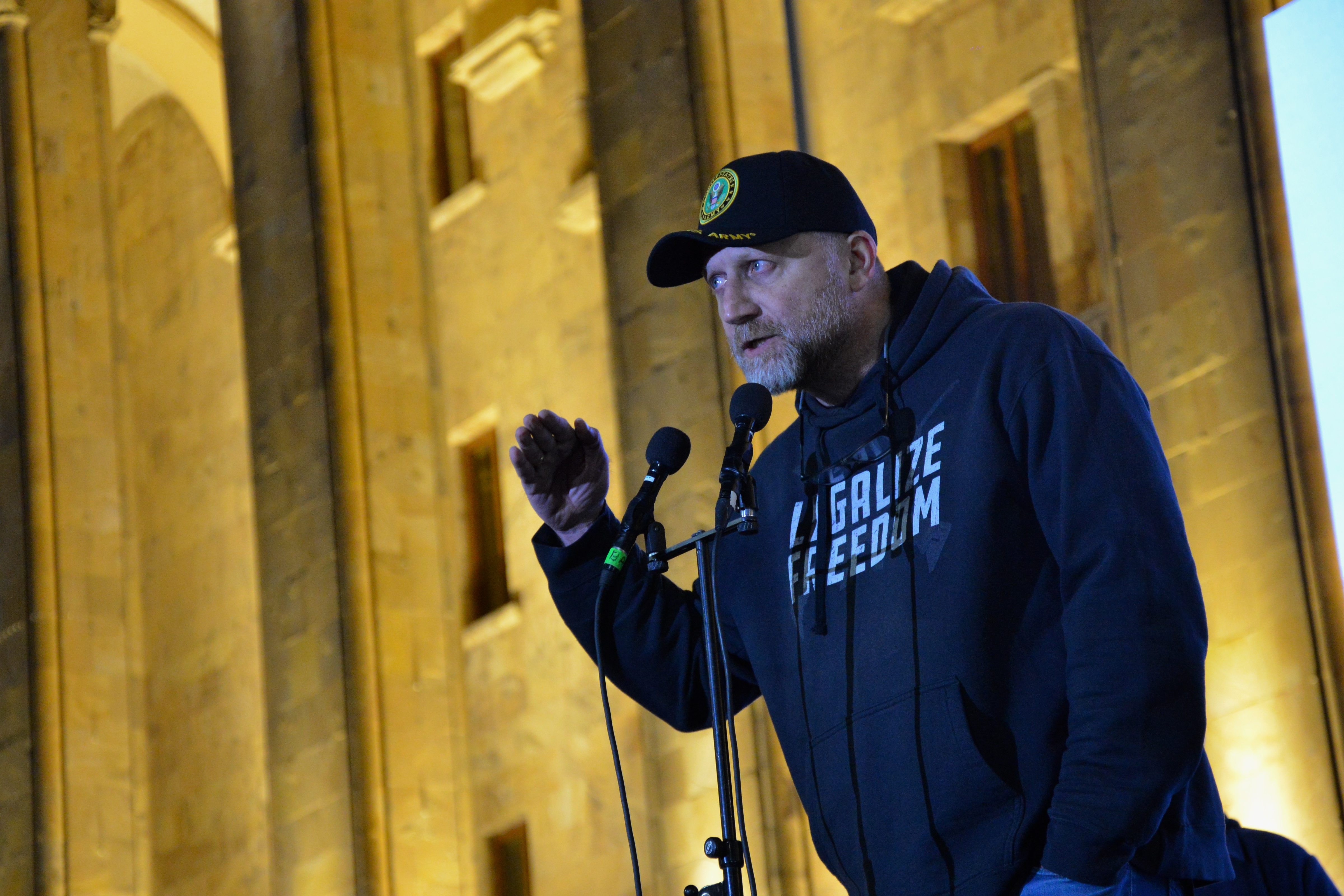
Oud-partijleider Dzjaparidze werd na zijn vertrek een van de gezichten van de oppositieprotesten, terwijl Girtsji zich afzijdig hield.

Girtsji was kritisch op de regering vanwege het mislopen van de Georgische kandidaatsstatus voor het lidmaatschap van de EU in juni 2022, maar gaf geen steun aan initiatieven van de pro-Europese oppositie om snel werk te maken van de wetswijzigingen, die nodig waren om de aanbevelingen van de EU op te volgen. De partij vond de werkwijze van de oppositie in strijd met de opdracht van de EU. Girtsji deed vervolgens in juni 2024 niet mee met het 'Georgisch Handvest', een initiatief van president Salome Zoerabisjvili om de pro-Westerse oppositie te verenigen achter een plan van aanpak om het land weer terug te krijgen op het pad van Europese toetreding.
Ondanks een verbetering van de peilingen voor de partij, wist ze in de parlementsverkiezingen van 2024 geen zetels te behalen, mede door de herintroductie van de kiesdrempel van vijf procent. De partij hield zich afzijdig van de grootschalige protesten die na de verkiezingen uitbraken en verweet de oppositie dubbele standaarden.

## Ideologie
Girtsji wordt gekarakteriseerd als een rechts-libertarische partij, met klassiek liberale, minarchistische en anarchokapitalistische eigenschappen, die extreme deregulering in alle sectoren bepleit. De partij trok vanaf het begin grote groepen jongeren in de steden en creatievelingen aan, door taboedoorbrekende onderwerpen aan te kaarten, gecombineerd met een hang onder jongeren naar verandering. In 2020 was ongeveer driekwart van de aanhangers van de partij tussen de 18 en 34 jaar.
De partij kaartte de legalisering van marihuana aan, sekswerk, de afschaffing van de dienstplicht, en zette zich in voor de rechten van LHBT'ers. Ze bedient zich van creatieve, humoristische en provocerende sociale mediacampagnes om hun standpunten over te brengen. Zo protesteerde een groep leden in 2018 tegen de Russische bezetting van Zuid-Ossetië door bij het dorp Atotsi bij de conflictgrens hun blote achterste te laten zien aan de Russische grenswachten.

### Standpunten
Partijleider Dzjaparidze vond dat "de staatsbegroting een grote geldautomaat is geworden voor politieke groeperingen" en wilde daar een eind aan maken. Voor de verkiezingen van 2016 zette de partij in op het verlagen of het geheel afschaffen van sommige belastingen en wilde sociale uitgaven beperken tot de "daadwerkelijk behoeftige bevolking". De belastinginkomsten moesten volgens haar met drie miljard Georgische lari teruggebracht worden naar acht miljard en het ambtenarenapparaat moest met 35 procent inkrimpen.
De partij kreeg kritiek op de radicale plannen om de belastinginkomsten zoveel mogelijk te verlagen en de overheid te verkleinen, terwijl het land veel sociaal-economische problemen kent. Het sociale programma van de partij werd inadequaat genoemd, omdat de partij alleen zorg en familiepensioen onder sociale zekerheid schaarde.
De partij sloot samenwerking met Georgische Droom na de verkiezingen van 2024 niet uit, wat haar op kritiek kwam te staan door de anti-Europese koers die de regering volgens velen aan had genomen. De belangrijkste voorwaarden voor een dergelijke samenwerking waren voor Girtsji gerechtelijke hervormingen en de privatisering van staatseigendommen. In het verkiezingsprogramma zette de partij in op onder andere een maandelijks basisinkomen voor elke burger, invoering van een multivalutastelsel, gekozen rechters en jury's, afschaffing van pensioenbijdragen, een grote gevangenenamnestie en de gelijke en vrije verdeling van staatseigendommen onder de bevolking.

### Publieksperceptie
In een publieksonderzoek uit 2023 werd de partij bekritiseerd als pseudo-oppositie, onbetrouwbaar, verraders, filiaal van Georgische Droom, en een "partij van komische figuren die zich voordoet als oppositie, maar op elk beslissend moment samenwerkt met de regering". De partij werd door de respondenten gezien als een onderscheidende partij die zich met een eigen ideologie en uitgesproken standpunten richt op een specifieke groep kiezers en die geen algemene steun genieten. De scheuring in 2020 had volgens hen de unieke identiteit van de partij aangetast, waarbij het verschil tussen de twee Girtsji's ook moeilijk te zien was.

## Verkiezingsresultaten
Een overzicht van de verkiezingsuitslagen voor de partij.

### Parlementsverkiezingen
De partij deed in 2016 mee als onderdeel van een electorale alliantie, die onder de kiesdrempel van vijf procent bleef en geen districten won. In daaropvolgende verkiezingen deed de partij met een zelfstandige lijst mee. Alleen in 2020 wist de partij dankzij de eenmalig verlaagde kiesdrempel van een procent zetels te bemachtigen.
| 2016 | 1  | Via kieslijst Staat voor de Mensen | Via kieslijst Staat voor de Mensen | Via kieslijst Staat voor de Mensen | Via kieslijst Staat voor de Mensen | Via kieslijst Staat voor de Mensen | 0 / 150 | Stabiel | Buiten-parlementair | [ 39 ] [ 40 ] |  |  |  |  |
| 2020 | 36 | 55.598                             | 2,9                                | 7                                  | 4                                  | 0                                  | 4 / 150 | Nieuw   | Oppositie           |               |  |  |  |  |
| 2024 | 36 | 62.223                             | 3,0                                | 6                                  | 0                                  | -                                  | 0 / 150 | 4       | Buiten-parlementair |               |  |  |  |  |
|      |    |                                    |                                    |                                    |                                    |                                    |         |         |                     |               |  |  |  |  |

### Presidentsverkiezingen
Mede-oprichter van de partij Zoerab Dzjaparidze was kandidaat namens Girtsji in de presidentsverkiezingen van 2018 en werd zesde. De verkiezing werd gewonnen door Salome Zoerabisjvili, die door regeringspartij Georgische Droom gesteund werd.
| 2018 | Zoerab Dzjaparidze | Girtsji | 36.034 | 2,3 | 6e | [ 41 ] |  |  |  |  |  |  |  |  |
|      |                    |         |        |     |    |        |  |  |  |  |  |  |  |  |

### Gemeenteraadsverkiezingen
Girtsji deed niet mee met de gemeenteraadsverkiezingen van 2017, omdat de registratie werd afgewezen. De partij had uit protest 28.000 valse ondersteuningshandtekeningen had ingestuurd om te bewijzen dat deze procedure een schijnvertoning is. De verkiezingsautoriteiten beweerden alle handtekeningen in een dag gecontroleerd te hebben, waarvan er enkelen geldig werden bevonden, terwijl dat niet klopte. In 2021 deed de partij wel mee en kreeg nationaal 1,4 procent van de stemmen. Ze won een zetel in de gemeenteraad van Abasja. De gemeenteraadsverkiezingen vinden in Georgië plaats in een gemengd kiesstelsel, met een stem op een gesloten partijlijst voor de evenredige vertegenwoordiging, waar een kiesdrempel van drie procent geldt, en een stem op een kandidaat in enkelvoudige kiesdistricten.
| 2021 | 36 | 16,695 | 0,9 | 8 | 1 | 0 | 1 / 2.068 | 1 | [ 43 ] [ 44 ] [ 45 ] |  |  |  |  |  |
|      |    |        |     |   |   |   |           |   |                      |  |  |  |  |  |

## Partijleiders
Oprichter van Girtsji, Zoerab Dzjaparidze, werd op het oprichtingscongres van de partij in 2016 tot voorzitter gekozen. In 2018 trad Dzjaparidze af en werd opgevolgd door jurist Iago Chvitsjia.
| # | Naam               | Van           | Tot          | Noot   |
| - | ------------------ | ------------- | ------------ | ------ |
| 1 | Zoerab Dzjaparidze | 16 april 2016 | 23 juni 2018 | [ 3 ]  |
| 2 | Iago Chvitsjia     | 23 juni 2018  |              | [ 46 ] |
|   |                    |               |              |        |

## Internationale relaties
Girtsji is sinds maart 2024 lid van de Internationale Alliantie van Libertarische Partijen (IALP).